# Wilhelm Kahlert

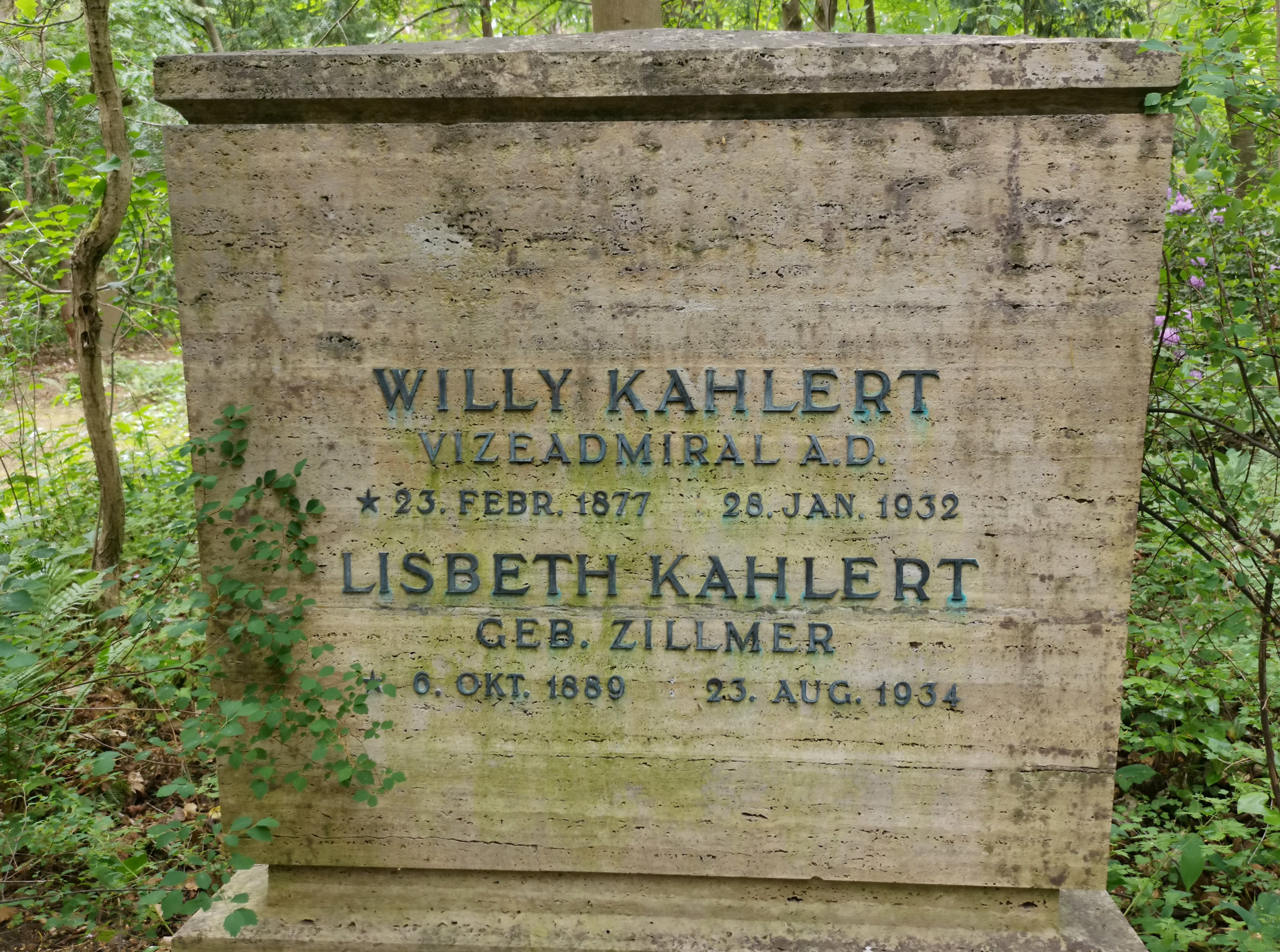
Grab auf dem auf dem Südwestkirchhof Stahnsdorf, Block Nathanael

Wilhelm Kahlert (* 23. Februar 1877 in Großbauchlitz bei Döbeln; † 28. Januar 1932 in Emden) war ein deutscher Marineoffizier, zuletzt Vizeadmiral der Reichsmarine.

## Leben
Kahlert trat am 2. April 1895 als Kadett in die Kaiserliche Marine ein und erhielt eine Grundausbildung auf den Schulschiffen Stosch und Moltke. 1897/98 absolvierte er die Marineschule. Danach wurde er als Wach- oder Kompanieoffizier eingesetzt. 1905/07 absolvierte er die Marineakademie.
Am Ersten Weltkrieg nahm Kahlert als Admiralstabsoffizier in verschiedenen Geschwadern teil. Ab 1920 war er als Abteilungsleiter und Kapitän zur See sowie ab 1923 als Chef des Allgemeinen Marineamts und Konteradmiral in der Marineleitung tätig. Am 30. September 1925 wurde Kahlert unter Verleihung des Charakters als Vizeadmiral aus dem aktiven Dienst verabschiedet.
Vom 1. Juli 1930 bis 28. Januar 1932 fungierte er als Reichskommissar bei den Seeämtern Emden und Brake.
Seine Grabstätte befindet sich auf dem Südwestkirchhof Stahnsdorf.